# William Gillies (Politiker, 1884)

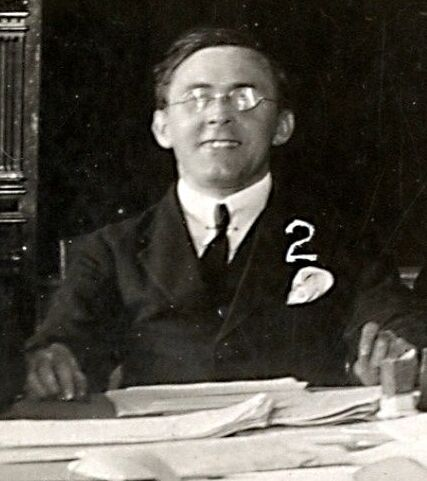
William Gillies (1921)

William Gillies (* 5. Dezember 1884 in Glasgow; † 26. Januar 1958) war ein britischer politischer Funktionär. Gillies war der erste Internationale Sekretär der Labour Party.

## Leben und Tätigkeit
Gillies begann sich früh in der Arbeiterbewegung zu engagieren. Von 1907 bis 1910 arbeitete er als Kassenwart (financial secretary) der Glasgow Clarion Scouts. Danach machte er Karriere in der schottischen Sektion der Fabian Society in Glasgow, deren Sekretär er schließlich wurde.
Im Januar 1915 trat Gillies als hauptberuflicher Funktionär in den Dienst der Labour Party: Ab diesem Zeitpunkt amtierte er als Sekretär des Labour Party Information Bureau in der Londoner Parteizentrale der Labour Party, dem Transport House.

### Zwischenkriegszeit (1920 bis 1939)
1920 übernahm Gillies als „Internationaler Sekretär“ (international secretary) die Leitung der neugeschaffenen Internationalen Abteilung der Labour Party (International Department of the Labour Party), die er bis zum Jahresende 1944 innehaben sollte. 
In dieser Funktion nahm Gillies an fast allen wichtigen internationalen Konferenzen der sozialistischen Parteien Europas in der Zwischenkriegszeit teil. Des Weiteren gehörte er während dieser Jahre dem Büro und dem Exekutivrat der Sozialistischen Arbeiterinternationale (Bureau and Executive Council of the Labour and Socialist International) an. Zudem amtierte er als Sekretär des Subkomitees der Labour Party für internationale Angelegenheiten ihrer Exekutive. Außerdem war er Redakteur des Organs seiner Abteilung, des International Supplement Labour Press Service.
Seit der Machtergreifung der Nationalsozialisten 1933 gehörte es zu Gillies’ Aufgaben als Internationaler Sekretär der Labour Party, Flüchtlingen und sozialdemokratischen Emigranten aus Kontinentaleuropa die Einreise nach Großbritannien zu ermöglichen bzw. diese nach ihrer Ankunft in Großbritannien zu betreuen.
Gillies Stellung als führende Figur in der Außenpolitik der Labour Party brachte ihn Ende der 1930er Jahre ins Visier der nationalsozialistischen Polizeiorgane, die ihn schließlich als wichtige Zielperson einstuften: Im Frühjahr 1940 setzte das Reichssicherheitshauptamt in Berlin auf die Sonderfahndungsliste G.B., ein Verzeichnis von Personen, die im Falle einer erfolgreichen deutschen Invasion Großbritanniens durch die Sonderkommandos der SS-Einsatzgruppen mit besonderer Priorität ausfindig gemacht und verhaftet werden sollten.

### Zweiter Weltkrieg
Im Herbst 1939, nach dem Beginn des Zweiten Weltkriegs, trieb Gillies in Übereinstimmung mit der britischen Regierung die Schaffung eines Propagandaausschusses aus deutschen sozialdemokratischen Emigranten voran, der als beratendes Gremium dem International Department der Labour Party zur Seite stehen sollte.
1940 war Gillies maßgeblich daran beteiligt, im Auftrag seines Parteichefs Hugh Dalton die Einreise einer Reihe in Lissabon gestrandeter höherer SOPADE-Funktionäre nach Großbritannien zu organisieren, die die Labour Party in die britischen Kriegsanstrengungen gegen das NS-System einbinden wollte. Nach der Ankunft dieser Männer – u. a. Vogel und Erich Ollenhauer – unterstützte Gillies diese bei der im März 1941 durchgeführten Gründung der Union deutscher sozialistischer Organisationen in Großbritannien.
Während des Krieges rückte Gillies, wie viele britische Sozialisten, unter dem Eindruck der Kriegsereignisse politisch immer weiter nach rechts: Symptomatisch hierfür war ein später sehr bekannt gewordenes, damals aber nur für den internen Gebrauch angefertigtes, Memorandum Gillies', der fließend Deutsch sprach, vom Oktober 1941 (German Social Democracy. notes on its Foreign Policy). In diesem skizzierte Gillies seine Vorstellungen für die zukünftige Orientierung der außenpolitischen Linie seiner Partei, wobei er insbesondere mit der deutschen Sozialdemokratie scharf ins Gericht ging: So bewertete er die Sozialdemokratische Partei Deutschlands (SPD) und die deutschen Gewerkschaften aufgrund ihrer Rolle während des Ersten Weltkrieges und in der Weimarer Republik als „historische Stützen“ des expansiven deutschen Nationalismus der vergangenen Jahrzehnte. Namentlich warf er ihnen vor, erst den Kriegsführung des Kaiserreiches im Ersten Weltkrieg finanziert zu haben, nach 1918 mit der Generalität paktiert und die heimliche Wiederaufrüstung Deutschlands gedeckt zu haben und schließlich vor dem wiederaufkeimenden Nationalismus abgedankt und für Hitlers Revisionforderungen gestimmt zu haben. Weiter bezichtigte er die Sozialdemokraten im Grunde pangermanistisch und nationalistisch gesinnt zu sein. Unterm Strich habe sie Demokratie, Sozialismus und internationales Recht verraten zu haben und vor den Chauvinismus in seiner gefährlichen Wirkungsmächtigkeit nicht erkannt, vor ihm kapituliert oder mit ihm kooptiert zu haben und gelangte so zu der Auffassung, dass in diesem aggressiven Nationalismus die Kollektivschuld der Deutschen zu sehen sei („Der Zweite deutsche Weltkrieg weckt Erinnerungen an den Ersten, der uns eine Lektion war.“). Auf Grundlage dieser Betrachtungen gelangte Gillies schließlich zu der Schlussfolgerung, dass die deutschen Sozialdemokraten im Grunde „Nationale Sozialisten“ seien.
Gillies' Memorandum, das später vom Parteivorstand der Labour Party gebilligt wurde, hatte erheblichen Einfluss auf die Haltung dieser Partei gegenüber der Exil-SPD (SOPADE) in Großbritannien während der letzten Kriegsjahre. Praktische Konsequenzen zog Gillies aus seiner Verurteilung der SOPADE, indem er zunächst versuchte, sie zu einem Anhängsel der britischen Labour Party zu machen, um dann, nachdem dies nicht gelang, sie systematisch zu zerstören versuchte. Niederschlag fand seine immer aggressiver werdende Positionierung auch gegen die von den meisten Briten als moderat angesehenen Kräfte des deutschen politischen Spektrums zuletzt auch in öffentlichen Bekundungen, so in dem von ihm beigesteuerten Vorwort für Fritz Bieligks Broschüre Stresemann. The German Liberals' Foreign Policy.
inne haben
Jörg Thunecke bewertet Gillies aufgrund seiner Entwicklung und Aktivitäten von 1941 bis 1944 in einer Untersuchung über die rechtsgerichtete Sozialisten in Großbritannien während des Zweiten Weltkriegs, neben Walter Loeb und Robert Vansittart, als den Hauptverantwortlichen für die in diesen Jahren eingetretenen Trübung der Beziehungen zwischen diesen beiden Partei und wirft ihm vor, dass er eine „destruktive Verfolgung von Mit-Sozialisten“ betrieben habe und die Labour-Party in das Lager Vansittarts, der eine undifferenzierten Antigermanismus propagiert habe, geführt habe.
Glee resümierte zu dieser Frage, ähnlich Thunecke, dass, auch wenn beide Parteien – die SPD und die Labour Party – den Konflikt, in den sie unter maßgeblicher Beteiligung Gillies hineingestürzt worden seien, intakt überstanden hätten, es dennoch ein Irrtum sei zu meinen, dass Gillies' Wirken keinen Schaden verursacht habe, denn das Misstrauen bezüglich der Motive der jeweils anderen Seite, das auf diese Weise gesät worden sei, habe bis weit in die Zeit nach 1945 in negativer Weise nachgewirkt und viele politische Entscheidungen negativ beeinflusst („Serious distrust of each other's motives clouded many political decisions in the post-war period.“).
Das frostige Verhältnis zwischen der Labour Party und der SPD, das in den letzten Kriegsjahren herausgebildet hatte, begann sich erst nach der (unfreiwilligen) Entfernung Gillies' von seinem Posten Ende 1944 und dem Antritt von Denis Healey als neuen International Secretary seiner Partei im Jahr 1945 allmählich zu bessern.
Brigitte Seebacher-Brandt kennzeichnet den späten Gillies in ihrer Biographie über Erich Ollenhauer als einen der „glühendsten Deutschenhasser“ Großbritanniens, wobei sie sich in ihrem abschlägigen Urteil auf Zeugnisse einiger europäischer Sozialdemokraten, die ihn während dieser Zeit kannten, stützt. Diese beschreiben Gillies in der Endzeit seiner Karriere als „unverbesserlichen Chauvinisten“ und „den am wenigsten umgänglichen Sozialisten“, den er je getroffen hätten (Hakoon Lie) bzw. als einen Mann bei dem „die Intensität seiner Vorurteile und Ressentiments in direkter Proporion zur Beschränktheit seines Horizonts“ gestanden habe (Richard Löwenthal).
Gillies Nachlass wird heute im Labour History Archive & Study Centre in Manchester verwahrt.

## Schriften
- Labour Party International Department: Notes Concerning the Foreign Policy of the German Social Democratic Party during the World War, 1914–18, and on the Eve of the Third Reich by William Gillies nad Philip Noel-Baker, M.P., Curty Geyer, Dezember 1941.